# 阪急沿線プチボヤージュ
『阪急沿線プチボヤージュ』（はんきゅうえんせん プチボヤージュ）は、タカラヅカ・スカイ・ステージ（スカパー!e2・スカチャンHD）およびTwellV（トゥエルビ）にて放送されている紀行番組である。

## 番組概要
宝塚歌劇団に所属している各組の生徒が阪急電車の沿線を巡る番組であり、阪急電車の駅が旅の起点となる。
番組は15分間で、1箇所を巡る旅は主に放送2回で完結となる。また、番組の制作には阪急電鉄が全面的に関わっている。
番組開始当初は4:3の標準画質で制作されたが、2009年時点での番組はハイビジョン制作となっている。

## 出演者
旅人
- 宝塚歌劇団の生徒 - この番組では宝塚歌劇団卒業生は出演していない。

ナレーション（交代で担当）
- 一樹千尋（宝塚歌劇団専科）
- 未沙のえる（当時・宝塚歌劇団専科。現在は宝塚退団）

## 放送時間
TwellV
- 月曜日・水曜日・金曜日：20:15 - 20:30
- 火曜日・木曜日：16:15 - 16:30

TwellVでの放送は宝塚歌劇団の公演情報などを伝える「What's up 宝塚」とセットで放送されている。
タカラヅカ・スカイ・ステージ
タカラヅカ・スカイ・ステージでの放送時間は固定されていない。